# Козачонок Роман Михайлович
Козачо́нок Рома́н Миха́йлович — полковник Міністерства внутрішніх справ України.

## З життєпису
Начальник відділу оперативного управління штабу Головного управління Національної гвардії України. З дружиною проживають у Нових Петрівцях.

## Нагороди
21 серпня 2014 року — за особисту мужність і героїзм, виявлені у захисті державного суверенітету та територіальної цілісності України, вірність військовій присязі під час російсько-української війни, відзначений — нагороджений орденом Данила Галицького.